# Goyo Montero Cortijo
Gregorio Moreno Cortijo, conocido como Goyo Montero (Madrid, 1947-ibídem, 16 de junio de 2016), fue un coreógrafo y bailarín español.

## Biografía
Se formó en danza clásica, española y moderna con Leif Örnberg, Carmen Granados, Antonio Morales y Sandra LeBroq, respectivamente. Fue un bailarín de amplio recorrido, primer bailarín de importantes compañías, como el Ballet de Antonio Gades y el Ballet Nacional de España, entre otros. Fue director de Madrid Teatro de la Danza, compañía con la que realizó una gira en México (1981) y llegó a dirigir el Ballet Español de Madrid en 1984.
En su faceta como coreógrafo, trabajó en montajes para compañías de ballet, ópera, zarzuela, cine y televisión. A él corresponden los de Mariana Pineda, para el Ballet Nacional de Cuba, y Yerma, bajo la dirección de Víctor Ullate, para el Ballet Nacional de España Clásico. También preparó coreografías para otras compañías no españolas, como la británica Arlequin Ballet Trust y la alemana Städtische Bühnen Münster. Trabajó como coreógrafo para los teatros de ópera de Roma y Montecarlo, para los españoles de La Coruña, Liceo de Barcelona y el Teatro de la Zarzuela, así como en el montaje de Carmen para el Festival de Salzburgo, invitado por el director Herbert Von Karajan. Entre las zarzuelas, cabe señalar la coreografía de varias de ellas, como La del manojo de rosas, de Ruperto Chapí; Doña Francisquita, de Amadeo Vives, yo La chulapona, de Federico Moreno Torroba. En cine trabajó en la coreografía de la película de Pilar Miró Beltenebros, y en televisión sobresalió con Salute, con la que Radiotelevisión Española participó con éxito llevándose el premio al mejor programa otorgado por los críticos de Nueva York en el Lincoln Center (1991).
Fue padre del también bailarín Goyo Montero Morell y pareja de la bailarina Rosa Naranjo.